# Simon Trpčeski
Simon Trpčeski (mazedonisch Симон Трпчески; * 18. September 1979 in Skopje, SR Mazedonien, SFR Jugoslawien) ist ein klassischer Pianist aus Nordmazedonien.
Trpčeski studierte Musik an der Universität Skopje bei Boris Romanow. Seine Karriere als Pianist begann 2000, als er den zweiten Preis des in London stattgefundenen Wettbewerbs London International Piano Competition erhielt. Aufmerksamkeit erregte er jedoch schon früher als Preisträger internationaler Klavierwettbewerbe in Großbritannien, Tschechien und Italien. Im Juni 2001 trat Trpčeski in der Londoner Wigmore Hall auf, was exzellente Kritiken zur Folge hatte. Im Mai 2003 erhielt er den Preis Young Artist Award der Royal Philharmonic Society. Nach seinem Debüt 2004 in Schottland mit dem Scottish Chamber Orchestra berichtete The Independent, dass sehr bald Konzerttickets von Simon Trpčeski versteigert würden.
Sein Deutschland-Debüt gab er im April 2005 beim Deutschen Symphonie Orchester Berlin mit Ravels Klavierkonzert G-dur. Ausgedehnte Konzertreisen führten den Pianisten zudem in der Saison 2004/05 in die USA, nach Australien, Asien und Europa. Für das Label EMI hat Trpčeski bisher zwei CDs mit Klassikern der russischen Klavierliteratur (unter anderem Prokofjews Klaviersonate Nr. 8) eingespielt, von denen die erste 2003 gleich zweifach mit dem Gramophone Award (Editor’s Choice und Debut Album Award) ausgezeichnet wurde.
Simon Trpčeski lebt in seiner Heimatstadt Skopje.